# Paul Watkins
Paul Alan Watkins (25. ledna 1950 – 3. srpna 1990) byl Američan, člen Mansonovy rodiny. Narodil se v Sidónu v Libanonu (podle jiných zdrojů se tam rodina přestěhovala až po jeho narození) a od dětství žil v USA, nejprve v Texasu, později v Kalifornii. V roce 1967 byl zadržen za držení marihuany. S Charles Mansonem se seznámil na jaře 1968 poté, co opustil střední školu. Brzy se sblížil s jeho komunitou a začal žít na Spahnově ranči. Po vraždách v srpnu 1969 Watkins svědčil u soudu proti Mansonovi. V roce 1979 vydal knihu My Life with Charles Manson. Zemřel v roce 1990 na leukemii ve věku 40 let. Jeho dcerou je spisovatelka Claire Vaye Watkins.